# Sant'Ivo dei Bretoni
Sant'Ivo dei Bretoni ou Igreja de Santo Ivo dos Bretões (em francês:  Saint Yves-des-Bretons) é uma igreja de Roma dedicada a Santo Ivo de Kermartin, padroeiro da região francesa da Bretanha. É uma das igrejas nacionais da França em Roma e está localizada no rione Campo Marzio.

## História
O papa Calisto III (r. 1455–1458) deu a igreja de Sant'Andrea de Mortarariis para a comunidade bretã em Roma e ela rapidamente se consolidou como um centro de assistência para os peregrinos da região. Ela foi demolida e reconstruída em 1878 por Luca Carimini em estilo neo-renascentista.
A hipótese de que elementos das paredes da antiga igreja foram mantidos na nova construção, a igreja e edifícios vizinhos, foi comprovada. A antiga abside ficava onde hoje está a Capela da Virgem Maria. Algumas considerações em favor desta hipótese tem a ver com a forma da nova igreja. A manutenção da estrutura de alvenaria da abside, com sua proporções, teria afetado o desenvolvimento da planta e da elevação. A rotação de 90° do eixo da igreja, necessária para que fosse possível construir um edifício menor no mesmo espaço, teria requerido a construção de uma capela simétrica (onde ficava a antiga abside), igualmente grande.

## Galeria

Imagens da igreja
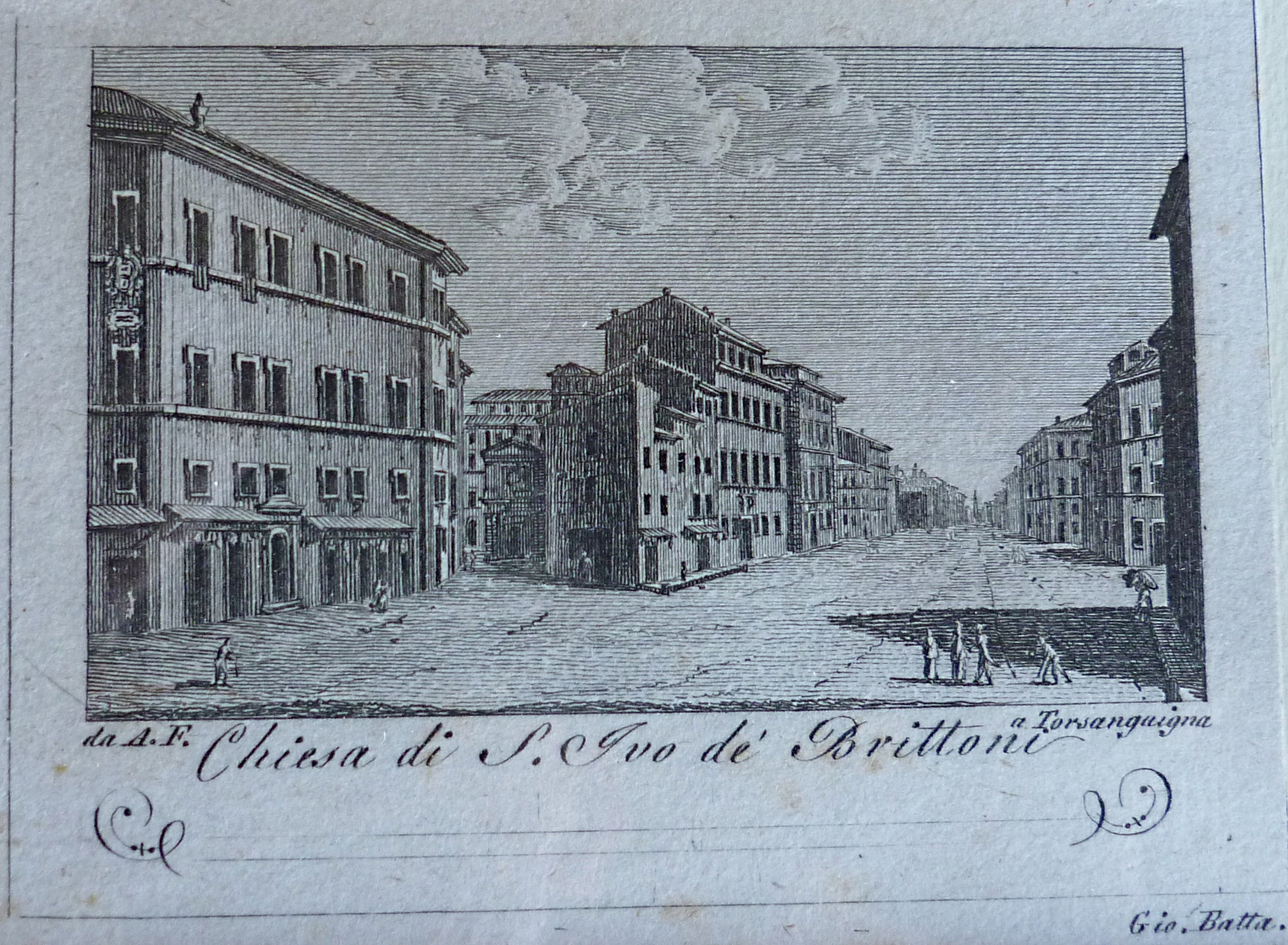
Gravura da igreja antes da demolição.
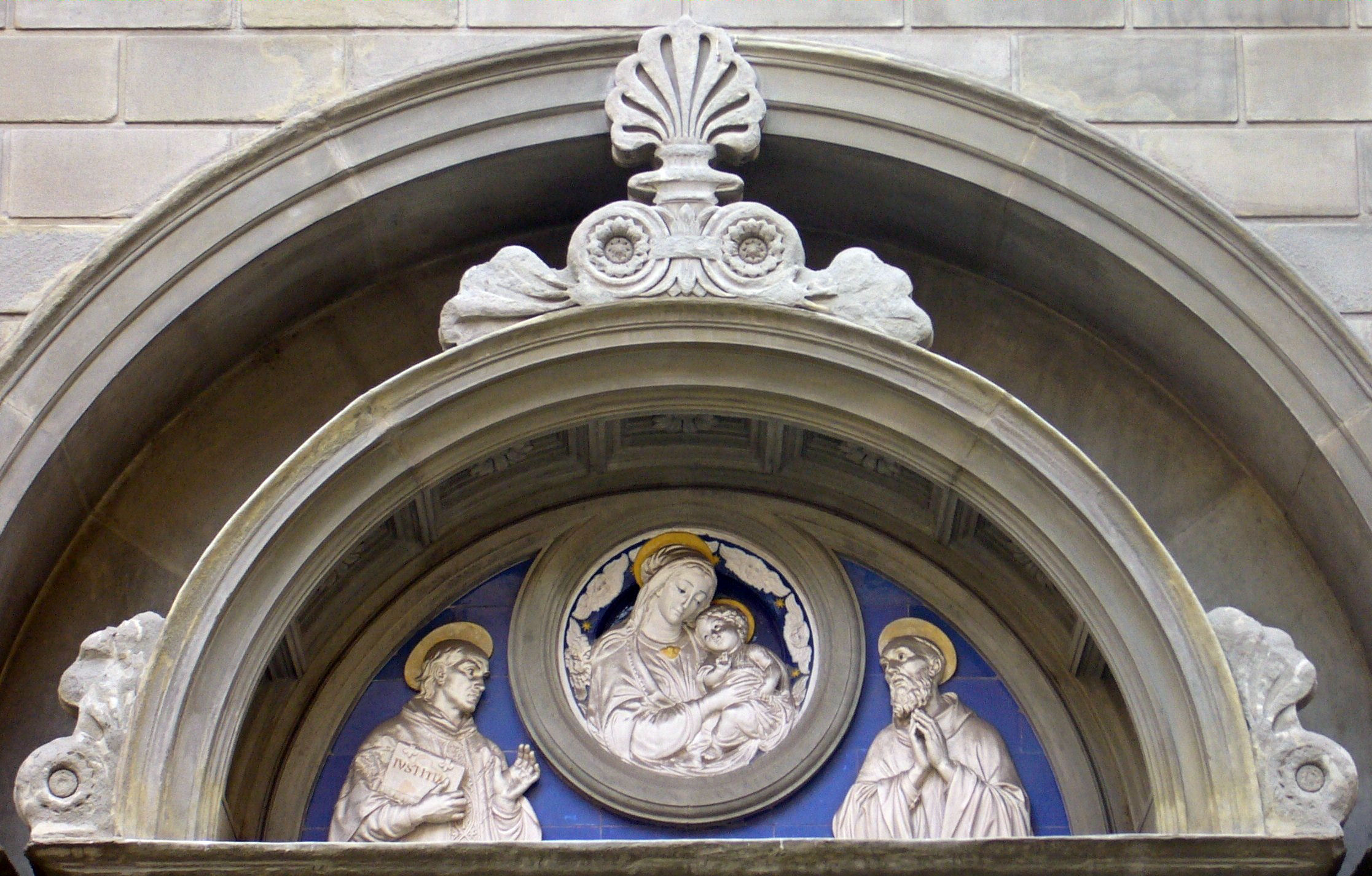
Tímpano com a imagem de uma Madona com o Menino ladeada por Santo Ivo (esq.) e São Bernardo (dir.)
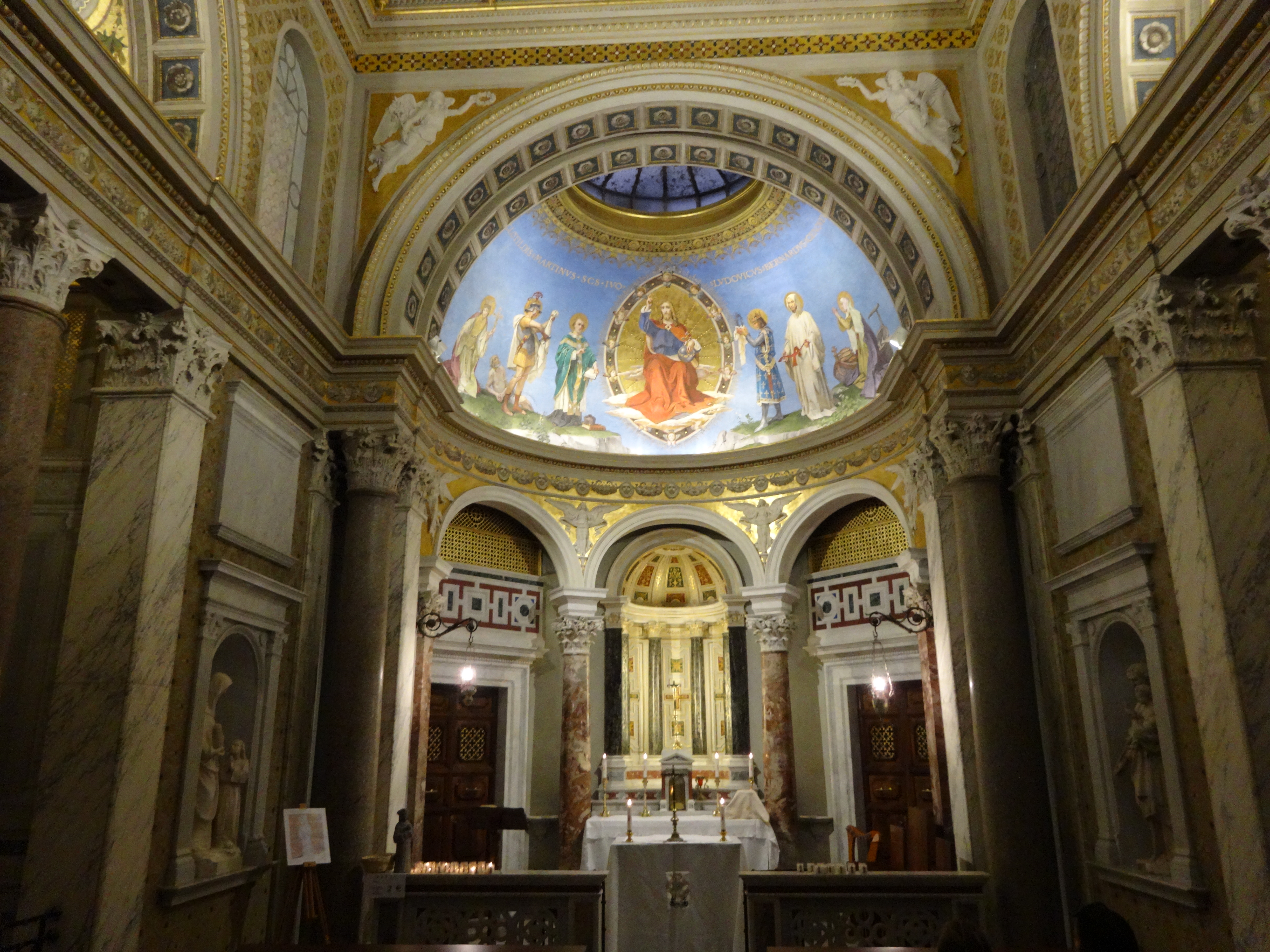
Vista do interior.
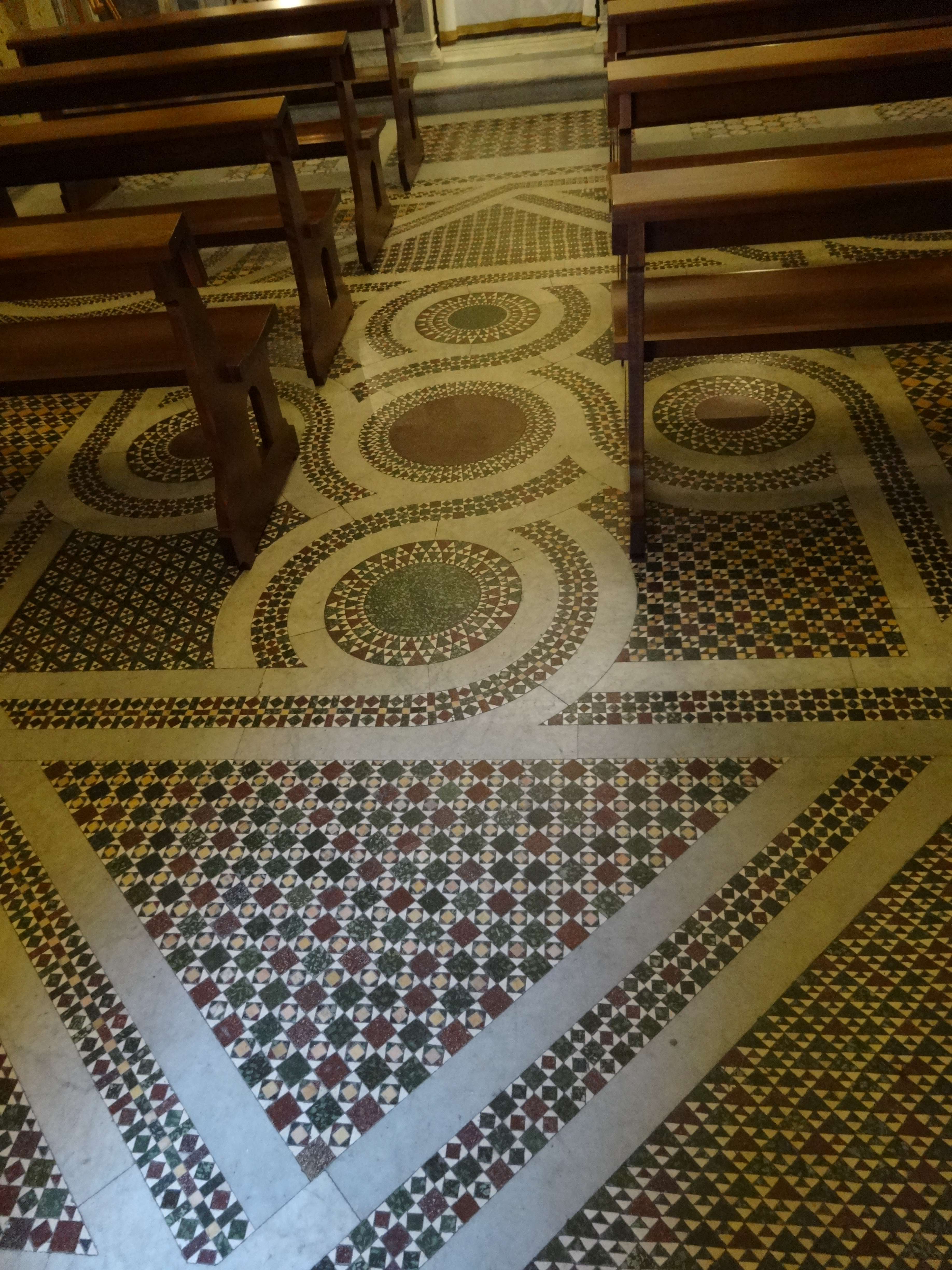
Piso cosmatesco.